# Castello di Muness
Il Castello di Muness (Muness Castle) è un castello nell'isola di Unst, delle Isole Shetland, nel Regno Unito, non molto distante dalle coste di Mu Ness.

## Storia
Le somiglianze del Muness Castle con altre fortificazioni quali lo Scalloway Castle e con l'Earl's Palace di Kirkwall, nelle isole Orcadi, mostrano come tutti questi castelli appartengano non soltanto alla stessa epoca ma che siano altresì fatti edificare dalla stessa famiglia, la famiglia Bruce di Cultmalindie, una ramo della celebre famiglia scozzese dei Bruce, e diretti discendenti di Robert the Bruce. In particolare Muness Castle fu edificato per volere di Laurence Bruce, fratellastro di Robert Stewart, Conte delle Orcadi, signore dello Shetland e figlio illegittimo di Giacomo V. Dopo essere stato nominato sceriffo delle Shetland, da Robert Stewart, iniziò a governare manifestando uno spirito corrotto e avido, che gli procurò l'odio e l'avversione non solo della popolazione ma anche della sua stessa famiglia. Non a caso fu proprio in occasione della morte del suo fratellastro Robert e la successione di suo figlio, Patrick, che Laurence temette di essere spodestato a causa del suo governo dispotico, e commissionò la costruzione del Muness Castle all'architetto Andrew Crawford nel 1598 con lo scopo di erigere le sue difese contro eventuali attacchi da parte del Conte Patrick. Le preoccupazioni di Laurence Bruce furono provvidenziali, poiché nel 1608 il Conte Patrick giunse a Unst con un piccolo manipolo di uomini e di cannoni per assediare il castello, ma, per ragioni che non sono mai state spiegate, egli si ritirò ad un passo dall'ottenere il successo.
Tuttavia nel 1627 il castello fu fatto oggetto di un assalto di pirati francesi che lo misero a ferro e fuoco, ma, nonostante venisse ricostruito, esso non venne più utilizzato a partire dalla fine del Seicento. Nel 1713 il castello venne dato in affitto alla Compagnia Olandese delle Indie Orientali per stivare le merci recuperate dal carico della nave Rhynenburgh affondata poco distante. Nel 1718 i Bruce vendettero il castello a nuovi proprietari che però sono rimasti privi di identità, e che abbandonarono il castello intorno al 1750, dando inizio alla lenta decadenza del maniero che, dal 1774 ha perso definitivamente la copertura del tetto. Nel 2006 il proprietario ha messo all'asta il castello per il prezzo base di 50.000 sterline, insieme ai 185 acri di proprietà del maniero, ma non si è presentato ufficialmente nessun compratore interessato.
Attualmente il castello è protetto dall'istituzione storica scozzese Historic Scotland.